# Irische-See-Tunnel

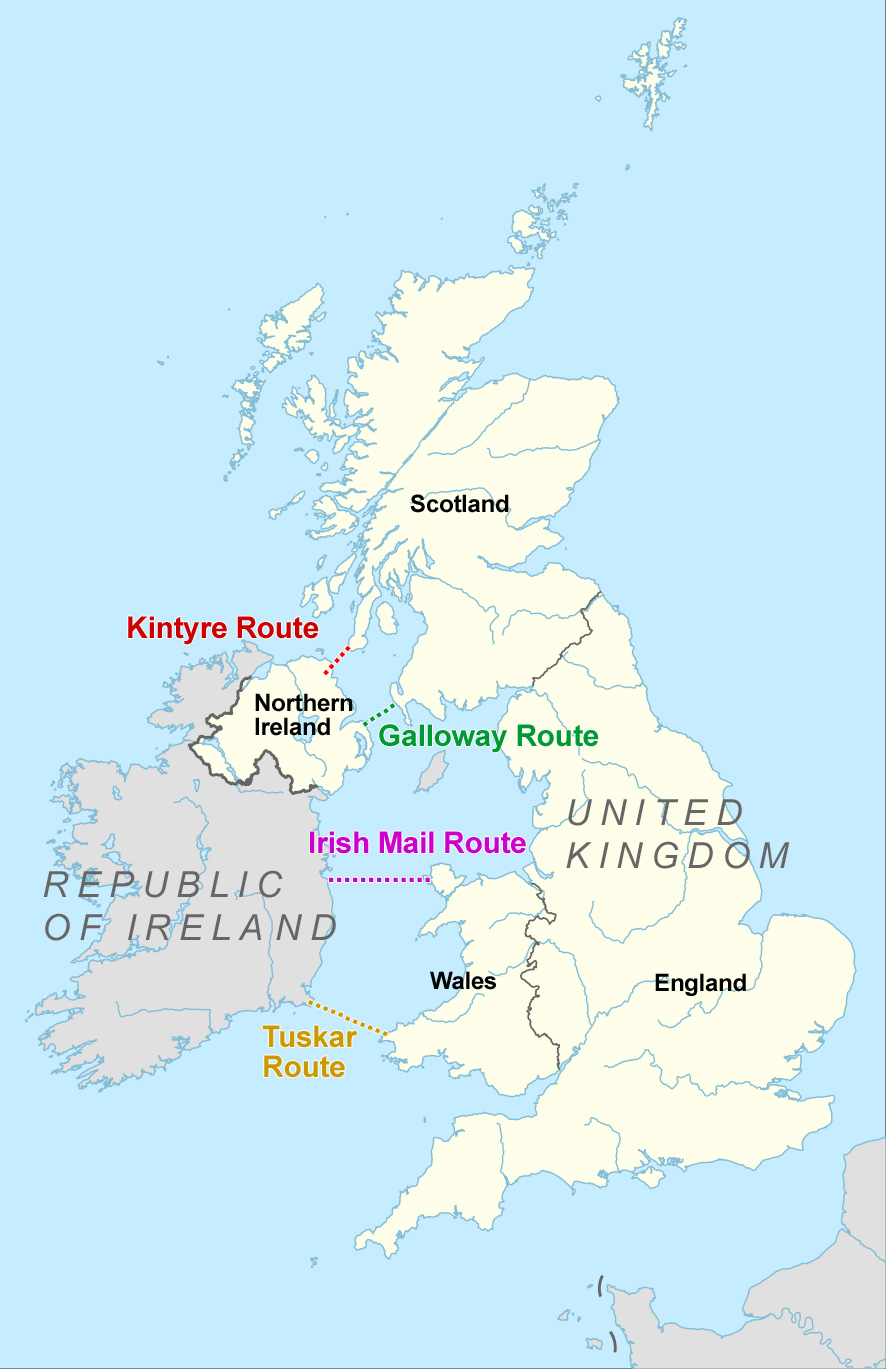
Varianten für den Irischen See-Tunnel

Als Irische-See-Tunnel werden verschiedene Projekte bezeichnet, die eine Tunnelverbindung zwischen Irland und Großbritannien unter der Irischen See herstellen sollen. Bislang gibt es keinen solchen Tunnel.
Sie wurden in der Vergangenheit meist aus politischen Gründen vorgeschlagen. Während die Erstellung technisch möglich scheint, ist die Wirtschaftlichkeit in naher Zukunft kaum zu erwarten.

## Varianten
Insgesamt werden vier Varianten diskutiert; die beiden nördlichen werden als Nordkanallinien bezeichnet.
Es handelt sich um die
- Kintyrelinie (Campbeltown-North East (County Antrim))
- Gallowaylinie (Stranraer-Belfast)
- Irish Mail-Linie (Holyhead-Dublin)
- Tuskarlinie (Fishguard-Rosslare)

Eine fünfte Linie über die Isle of Man würde aus zwei Tunneln bestehen, wurde jedoch wegen der Länge und der ungünstigen Geologie nie ernsthaft in Erwägung gezogen.

### Nordkanallinie I (Kintyre-Variante)

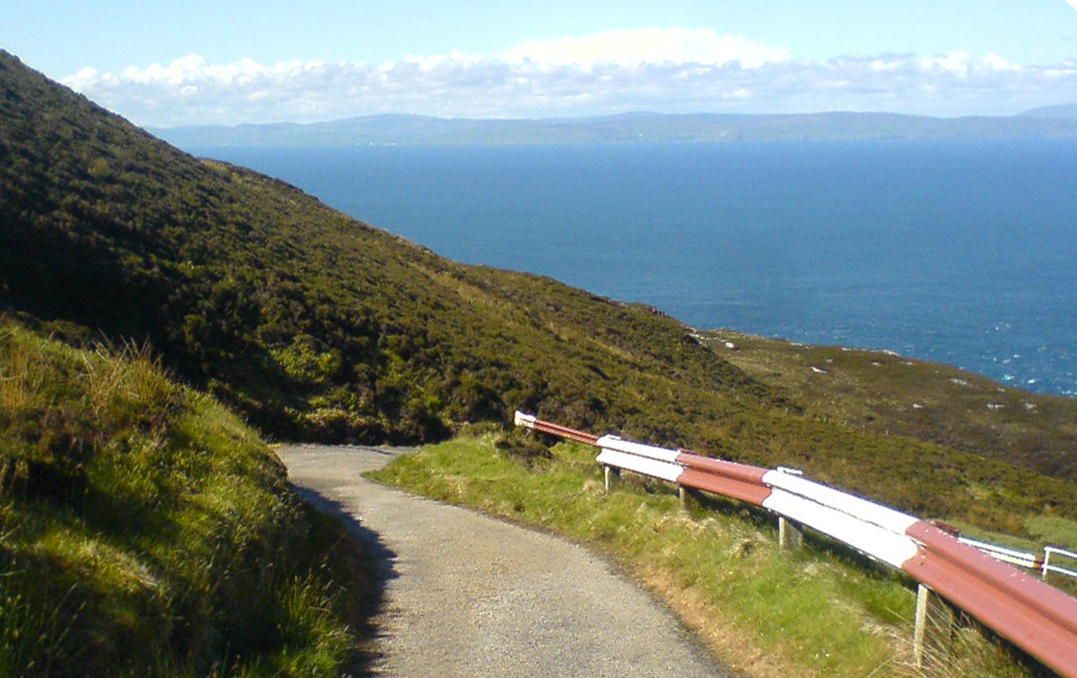
Mull of Kintyre im Vordergrund, der Nordkanal (Straits of Moyle) und im Hintergrund die Küste von Nordirland

Die Nordkanallinie ist mit ungefähr 30 km die kürzeste Variante und führt von Mull of Kintyre nach County Antrim. Sie wäre jedoch nur schlecht angebunden und müsste den Firth of Clyde durch gebirgiges Terrain umrunden; zudem wären weitere Tunnel nötig.
Sollte der Tunnel verwirklicht werden, müsste bereits auf der Strecke London-Belfast ein Umweg über Glasgow mit etwa 250 km in Kauf genommen werden. Selbst nach der Fertigstellung von High Speed 2 läge die Reisezeit per Zug nicht unter vier Stunden.

### Nordkanallinie II (Galloway-Variante)
Diese Linie würde von Portpatrick in Schottland an eine Küste der Bucht von Belfast führen.
Sie wäre 34 km lang und würde durch das Vereinigte Königreich, die Irische Regierung und durch die EU finanziell unterstützt. Durch den Beaufort’s Dyke-Seegraben mit etwa 200–300 m Tiefe wäre dieser Tunnel tiefer als die anderen.
Vor allem Reisende nach Belfast würden von der Linie profitieren: Die Strecke London-Belfast wäre dann ca. 750 km lang und könnte mit Hochgeschwindigkeitszügen in 3½ Stunden bewältigt werden. Auch nach Dublin wäre diese Linie für viele britische Städte vorteilhaft; mit 5 Stunden Reisezeit ab London wäre es jedoch schwer, auf jener Strecke mit dem Flugverkehr zu konkurrieren.
Bei einer möglichen Unabhängigkeit Schottlands wäre Nordirland nicht mehr direkt an das Vereinigte Königreich angebunden.

### Irish Mail-Linie
Eine weitere Möglichkeit bestünde darin, den traditionellen Postschifffahrtswegen von Nordwales (Holyhead) nach Dublin (Dún Laoghaire) zu folgen. Der Tunnel für diese Strecke müsste etwa 81 km lang werden.
Die Hauptachse London–Dublin wäre direkt angebunden und könnte im Hochgeschwindigkeitsbetrieb auch mit dem Flugverkehr konkurrieren. Zudem liegen Manchester und Birmingham an dieser Linie. Die Strecke würde etwa 550 km betragen und könnte in etwa 2½ Stunden zurückgelegt werden.

### Tuskarlinie
Das Institute of Engineers of Ireland empfahl 2004 in „Vision of Transport in Ireland 2050“ einen Tunnel zwischen den Häfen von Fishguard (Wales) und Rosslare (Irland). Der Bericht schlägt einen neuen Umschlaghafen auf der Shannon Estuary vor, um eine Schifffahrtslinie nach Europa einzubinden, und eine Hochgeschwindigkeitszugverbindung Belfast–Dublin–Cork.
Der Tunnel für diese Strecke müsste etwa 99 km lang werden.
Einige der Vorschläge von Dammbauten für ein geplantes Severn-Gezeitenkraftwerk beinhalten die Möglichkeit, eine Straßen- und Schienenverbindung zwischen Cardiff und Bristol zu tragen. Dies könnte die Tuskarlinie verkürzen und begünstigen.
Obwohl die Strecken London–Dublin und London–Belfast mit dem Luftverkehr konkurrieren könnten, wäre die Verbindung für viele weiter im Norden liegende britische Städte eher uninteressant.

## Historie
Irland und Großbritannien über einen Tunnel zu verbinden, wurde erstmals 1879 vorgeschlagen, die Briten sollten sich mit 15.000 £ beteiligen, um zu prüfen, ob der Tunnel realisierbar sei. Die Verbindung hätte zum damaligen Zeitpunkt einen starken Handelsvorteil eingebracht und war kriegsstrategisch sehr interessant.
Sechzig Jahre später forderte Harford Hyde, ein Parlamentarier für Nordbelfast, erneut den Bau der Tunnelverbindung.
Mit der Fertigstellung des Eurotunnels 1994 wurden die technischen Hürden eines solchen Tunnels gemeistert. Auch wenn dort die Kosten um mehr als 100 % überschritten wurden und die Frequentierung nicht die Prognosen erreicht, ist die Realisierbarkeit gezeigt.
Der Bau des Tunnels wurde mehrfach im irischen und im britischen Parlament diskutiert. Im Jahr 2018 haben Politiker der Democratic Unionist Party, welche die Tory-Minderheitsregierung in Westminster stützt, wiederum zum Bau der nördlichen Strecke, die vor allem für Nordirland vorteilhaft wäre, aufgerufen.
Eine vom Premierminister des Vereinigten Königreichs, Boris Johnson, ab 2018 unterstützte mögliche Realisierung der Galloway-Variante – ursprünglich als Brücke, später als Tunnel mit geschätzten Kosten von mindestens 15 Mrd. £ – wurde im September 2021 aus finanziellen Gründen nicht mehr verfolgt.